# Кравцево
Кра́вцево (рос. Кравцево) — селище у складі Леб'яжівського округу Курганської області, Росія.
Населення — 19 осіб (2010, 62 у 2002).